# 科菲奥岛

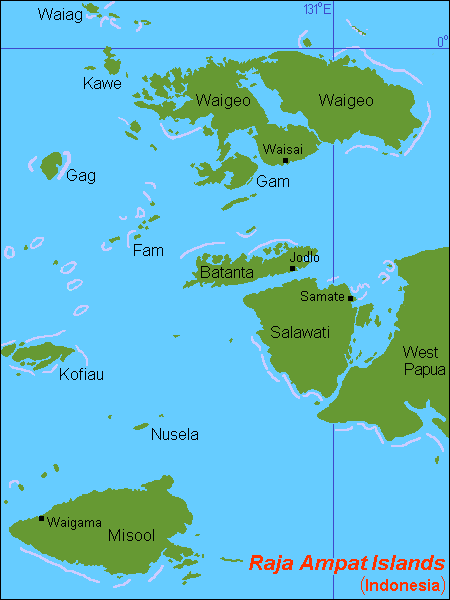
科菲奥岛在图左侧

科菲奥岛是印度尼西亚的岛屿，位于西巴布亚省，属于拉贾安帕特群岛，岛上岩石主要是珊瑚石灰岩和火山岩，森林覆盖全岛

## 资料来源
1. ↑  Webb, C.  (PDF). Report to The Nature Conservancy. 2005  [2017-03-04]. （原始内容 (PDF)存档于2016-03-03）.

1°11′S 129°50′E / 1.183°S 129.833°E